# Prix Jacques-Brossard
Der Prix Jacques-Brossard de la science-fiction et du fantastique ist ein kanadischer Literaturpreis, der seit 1984 für französischsprachige Werke aus dem Bereich der Science-Fiction und Phantastik von der Kulturvereinigung Passeport pour l'imaginaire verliehen wird. Ausgezeichnet werden Autoren für die insgesamt im vorangegangenen Jahr erschienenen Arbeiten. Der Preis ist mit 3000 Dollar dotiert. Die Vergabe des Preises erfolgt durch eine Jury, der 2019 Karoline Georges, Véronique Drouin, Isabelle Lauzon, Érik Gosselin und Jacques Lemieux angehörten.
Der Name des Preises war ursprünglich Grand Prix de la SF et du fantastique québécois, 2008 wurde er zu Ehren des Schriftstellers Jacques Brossard umbenannt. 2006 wurde eine Kategorie für Jugendromane hinzugefügt, die ab 2008 Prix jeunesse des univers parallèles hieß. 2016 und 2007 war der Preis mit 1000 Dollar und seither mit 2000 Dollar dotiert.

## Liste der Preisträger
Prix Jacques-Brossard de la science-fiction et du fantastique
- 2019 Dave Côté für die Erzählungssammlung Nés comme ça und die Erzählungen Ma station de métro und Dans un bol
- 2018 Karoline Georges für den Roman De synthèse
- 2017 Martine Desjardins für den Roman La Chambre verte
- 2016 Jonathan Brassard für den Roman Celui qui reste
- 2015 Simon-Pierre Pouliot (alias Vic Verdier) für den Roman L'Empire bleu sang
- 2014 Philippe Arseneault für den Roman Zora, un conte cruel
- 2013 Ariane Gélinas für den Roman Transtaïga und die Erzählungen L'Anse-aux-Louves, Quand les pierres rêvent und L'Envers du labyrinthe
- 2012 Éric Gauthier für den Roman Montréel
- 2011 Héloïse Côté für den Roman La Tueuse de dragons
- 2010 Martine Desjardins für den Roman Maleficium
- 2009 Frédérick Durand für die Erzählungssammlung  À l'attention des ombre und den Roman La Nuit soupire quand elle s'arrête
- 2008 Joël Champetier für den Roman Le Voleur des steppes

Grand Prix de la SF et du fantastique québécois
- 2007 Claude Bolduc für die Erzählungssammlung  Histoire d'un soir et autres épouvantes
- 2006 Élisabeth Vonarburg für die Bände 1 und 2 von Reine de Mémoire
- 2005 Sylvie Bérard für den Roman Terre des Autres
- 2004 Alain Bergeron für den Roman Phaos
- 2003 Éric Gauthier für die Erzählungssammlung Terre des pigeons und die Erzählungen Feu sacré und Un visage à la fenêtre
- 2002 Natasha Beaulieu für die Erzählungen BM Zone und Klé
- 2001 Jean-Louis Trudel für die Romane Guerre pour un harmonica und Nigelle par tous les temps, die Erzählungssammlung Demain, les étoiles sowie die Erzählungen Les Derniers Lecteurs, Les Jardiniers du monde, Les Retrouvailles du sang und Tirés d’une même chair
- 2000 Esther Rochon für den Roman Or
- 1999 Francine Pelletier für die Romane Samiva de Frée und Issabel de Qohosatene (Band 2 und 3 des Zyklus Le sable et l'acier).
- 1998 Alain Bergeron für die Erzählungssammlung Corps-machines et rêves d’anges, le roman L’Ennemie et la nouvelle Le Vingt-huitième jour
- 1997 Élisabeth Vonarburg für die Romane Les Rêves de la Mer und Le Jeu de la Perfection (Bände 1 und 2 des Tyranaël-Zyklus), sowie die Erzählung Le Début du cercle
- 1996 Daniel Sernine für die Erzählungssammlung Sur la scène des siècles und die Romane L'Arc-en-Cercle und La Traversée de l'apprenti sorcier
- 1995 Joël Champetier für die Romane La Mémoire du lac und Le Secret des Sylvaneaux sowie die Erzählungen Esclaves du sable et Visite au comptoir dénébolien.
- 1994 Yves Meynard für die Erzählungen  Le Sang de l’oiseau ,  Brasiers volés  und  La Merveilleuse Machine de Johann Havel, sowie die zusammen mit Jean-Louis Trudel geschriebene Erzählung La Coagulation des Vouivres
- 1993 Élisabeth Vonarburg für den Roman Chroniques du Pays des Mères und die Erzählungen Initiatiques und Suspends ton vol, sowie die zusammen mit Yves Meynard geschriebene Erzählung Chanson pour une sirène
- 1992 Daniel Sernine für die Erzählungssammlungen Boulevard des Étoiles und Boulevard des Étoiles 2 : À la Recherche de Monsieur Goodtheim, sowie die Romane Le Cercle de Khaleb und Les Rêves d'Argus
- 1991 Esther Rochon für den Roman L'espace du diamant
- 1990 Jacques Brossard für den Roman Les Années d’apprentissage, erster Band  des Zyklus L’Oiseau de feu
- 1989 Évelyne Bernard für den Roman La Vaironne und Michel Martin für die Erzählung Geïsha Blues
- 1988 Francine Pelletier für die Erzählung La petite fille du silence und Gilles Pellerin für die Erzählungssammlung Ni le lieu ni l’heure
- 1987 Esther Rochon für den Roman Coquillage und für die Erzählungen La Nappe de velours rose und Dans la forêt de vitrail
- 1986 Esther Rochon für den Roman L'Épuisement du soleil und für die Erzählungen Le Piège à souvenirs und Au fond des yeux
- 1985 André Berthiaume für die Erzählungssammlung Incidents de frontière
- 1984 Denis Côté für die Jugendromane Hockeyeurs cybernétiques und Les Parallèles célestes

Prix jeunesse des univers parallèles (Jugendroman)
- 2019 Véronique Drouin für Cassandra Mittens et la touche divine
- 2018 Valérie Harvey für Les Fleurs du Nord
- 2017 Priska Poirier für Seconde Terre – Tome 1 : La Fuite
- 2016 Louis-Pier Sicard für Felix Vortan et les orphelins du roi
- 2015 Priska Poirier für Seconde Terre – La fuite
- 2014 Isabelle Roy für Les Fées-du-phénix – La tempête de Ceithir
- 2013 Patrice Cazeault für Averia – Seki
- 2012 Angèle Delaunois für Chroniques d’une sorcière d’aujourd’hui – Isabelle
- 2011 Michel J. Lévesque für Soixante-six – Les tours du château
- 2010 Dominique Demers für La Grande Quête de Jacob Jobin – L’Élu
- 2009 Hervé Gagnon für Cap-aux-Esprits
- 2008 Michèle Gavazzi für Nessy Names et la malédiction de Tiens
- 2007 Sylvain Hotte für La Fée du lac Baïkal
- 2006 Bryan Perro für La cité de Pégase